# Георгіос Кугюмцидіс
Георгіос Кугюмцидіс (грец. Γιώργος Κουγιουμτσίδης; нар. 9 жовтня 2001, Салоніки) — грецький борець вільного стилю, чемпіон та срібний призер чемпіонатів Європи, багаторазовий призер чемпіонатів Європи та світу в молодших вікових групах, в тому числі, триразовий чемпіон Європи серед молоді, учасник Олімпійських ігор.

## Спортивні результати на міжнародних змаганнях

### Виступи на Олімпіадах
| Змагання                    | Збірна | Вагова категорія          | Місце |
| --------------------------- | ------ | ------------------------- | ----- |
| Літні Олімпійські ігри 2024 | Греція | вільна боротьба, до 74 кг | 14    |

### Виступи на Чемпіонатах світу
| Змагання                        | Збірна | Вагова категорія          | Місце |
| ------------------------------- | ------ | ------------------------- | ----- |
| Чемпіонат світу з боротьби 2021 | Греція | вільна боротьба, до 79 кг | 7     |
| Чемпіонат світу з боротьби 2022 | Греція | вільна боротьба, до 79 кг | 8     |
| Чемпіонат світу з боротьби 2023 | Греція | вільна боротьба, до 74 кг | 5     |

### Виступи на Чемпіонатах Європи
| Змагання                         | Збірна | Вагова категорія          | Місце  |
| -------------------------------- | ------ | ------------------------- | ------ |
| Чемпіонат Європи з боротьби 2022 | Греція | вільна боротьба, до 79 кг | Золото |
| Чемпіонат Європи з боротьби 2023 | Греція | вільна боротьба, до 79 кг | Срібло |
| Чемпіонат Європи з боротьби 2024 | Греція | вільна боротьба, до 79 кг | 5      |

### Виступи на інших змаганнях
| Змагання                                                       | Країна | Вагова категорія          | Місце  |
| -------------------------------------------------------------- | ------ | ------------------------- | ------ |
| Київський Міжнародний турнір з боротьби 2021                   | Греція | вільна боротьба, до 74 кг | 9      |
| Олімпійський кваліфікаційний турнір з боротьби 2020 (Будапешт) | Греція | вільна боротьба, до 74 кг | Бронза |
| Олімпійський кваліфікаційний турнір з боротьби 2020 (Софія)    | Греція | вільна боротьба, до 74 кг | 8      |
| Меморіал Маттео Пелліконе 2022                                 | Греція | вільна боротьба, до 79 кг | 7      |
| Турнір Зухає Сгає 2022                                         | Греція | вільна боротьба, до 79 кг | 6      |
| Турнір Ібрагіма Мустафи 2023                                   | Греція | вільна боротьба, до 79 кг | 11     |
| Меморіал Вацлава Циолковського 2023                            | Греція | вільна боротьба, до 74 кг | 5      |
| Відкритий чемпіонат Загреба з боротьби 2024                    | Греція | вільна боротьба, до 74 кг | 5      |

### Виступи на змаганнях молодших вікових груп
| Змагання                                       | Збірна | Вагова категорія          | Місце  |
| ---------------------------------------------- | ------ | ------------------------- | ------ |
| Чемпіонат Європи з боротьби серед кадетів 2016 | Греція | вільна боротьба, до 46 кг | 5      |
| Чемпіонат світу з боротьби серед кадетів 2016  | Греція | вільна боротьба, до 46 кг | 19     |
| Чемпіонат Європи з боротьби серед кадетів 2017 | Греція | вільна боротьба, до 50 кг | 10     |
| Чемпіонат світу з боротьби серед кадетів 2017  | Греція | вільна боротьба, до 50 кг | 8      |
| Чемпіонат Європи з боротьби серед кадетів 2018 | Греція | вільна боротьба, до 60 кг | 13     |
| Чемпіонат світу з боротьби серед кадетів 2018  | Греція | вільна боротьба, до 60 кг | Срібло |
| Чемпіонат світу з боротьби серед юніорів 2019  | Греція | вільна боротьба, до 74 кг | 12     |
| Чемпіонат Європи з боротьби серед юніорів 2021 | Греція | вільна боротьба, до 79 кг | Срібло |
| Чемпіонат світу з боротьби серед юніорів 2021  | Греція | вільна боротьба, до 79 кг | 13     |
| Чемпіонат світу з боротьби серед молоді 2019   | Греція | вільна боротьба, до 74 кг | 9      |
| Чемпіонат Європи з боротьби серед молоді 2021  | Греція | вільна боротьба, до 74 кг | Бронза |
| Чемпіонат Європи з боротьби серед молоді 2022  | Греція | вільна боротьба, до 79 кг | Золото |
| Чемпіонат світу з боротьби серед молоді 2022   | Греція | вільна боротьба, до 79 кг | 5      |
| Чемпіонат Європи з боротьби серед молоді 2023  | Греція | вільна боротьба, до 79 кг | Золото |
| Чемпіонат Європи з боротьби серед молоді 2024  | Греція | вільна боротьба, до 79 кг | Золото |